# 可児医師会加茂医師会立可茂准看護学校
可児医師会加茂医師会立可茂准看護学校（かにいしかいかもいしかいりつじゅんかんごがっこう）は、岐阜県可児市にある准看護師学校。

## 概要
- 可児医師会（可児市・可児郡）と加茂医師会（美濃加茂市・加茂郡）の両医師会により運営されている准看護学校である。
- 校舎は可児医師会館内にある。

## 学科
- 准看護科（2年課程卒業により准看護師試験の受験資格が与えられる）

## 沿革
- 1984年（昭和59年）4月 - 可児市今渡310-1の可児医師会事務所内に開校。
- 2012年（平成24年）8月 - 現在地に移転。

## 交通アクセス
- 太多線「可児駅」下車、徒歩約10分。
- 名鉄広見線「新可児駅」下車、徒歩約10分。